# Стеван Куколеча
Стеван Куколеча (Глина, 1913 − Београд, 1986) је српски економиста, економетриста, лексикограф, редовни професор Економског факутета у Београду.

## Професионална каријера
Стеван Куколеча рођен је у Глини 1913. године. Завршио Правни факултет у Београду 1936. године а докторирао на Економском факултету у Београду 1954. године. Од 1957. године је ванредни, а од 1962. године редовни професор на Технолошко-металуршком факултету у Београду, за предмет Економика с организацијом производње. 
Предавао је на редовним или последипломским студијама економику предузећа и теорију организационих система на економском факултету у Београду, Скопљу, Суботици, Нишу, Крагујевцу, Љубљани, Бањалуци и на Факултету организационих наука у Београду.

## Научно стваралаштво
Од укупно преко 20 објављених књига и око 150 научних чланака у часописима и научних саопштења на скуповима, најзначајнији са гледишта научног доприноса економској теорији и методологији, као и економској пракси су: Економика предузећа књ. I и II, садржи ауторову оригиналну теорију о економији предузећа, Организационо пословни лексикон: 2 тома, са 2000 страна , Мерење пословног успеха: развој метода контроле пословног успеха са предлогом оригиналних метода, Економетар: јединствен модел мерења развоја привредног система, Основи теорије организационих система: оригинално дело са систематским прилазом и анализом динамике организационих система, Теорија вертикалног класификовања производа, оригинална методолошка студија.

## Економиста са оригинални доприносом
Дефинисао је предузеће као динамички материјални организациони систем. Дао концепцију квалитета економских система и концепцију трипартитног схватања економског система. 
Поставио је и разрадио „Економетар“ као инструмент квантифицирања квалитативног и квантитативног развоја економског система. Поставио методологију класификовања робе по производним процесима и регистровање трансфера живог рада у минули рад. 
Његов „Организационо-пословни лексикон“ је први универзални пословни лексикон (прекрива 24 научна подручја) са 20.000 пословних израза, са око 30.000 појмова, са око 20.000 појмова који су лексикографски први пут захваћени а живе у привредној пракси; са око 22.000 (од укупно 42.000) израза који вуку корене из 19 страних језика, са прецизним тумачењем тих корена.